# Rocco Pennacchio

Erzbischofswappen von Rocco Pennacchio

Rocco Pennacchio (* 16. Juni 1963 in Matera, Italien) ist ein italienischer Geistlicher und römisch-katholischer Erzbischof von Fermo.

## Leben
Rocco Pennacchio absolvierte zunächst eine Ausbildung als Buchhalter und war in der Folge für die Banco di Napoli in Matera tätig. 1993 trat er in das Interdiözesane Priesterseminar in Potenza ein, wo er die Fächer Philosophie und Katholische Theologie studierte. Pennacchio empfing am 4. Juli 1998 durch den Erzbischof von Matera-Irsina, Antonio Ciliberti, das Sakrament der Priesterweihe. Anschließend erwarb er am Istituto Teologico Pugliese in Molfetta ein Lizenziat im Fach Theologische Anthropologie.
Von 1998 bis 2010 war Rocco Pennacchio als Pfarrvikar in der Pfarrei San Paolo Apostolo in Matera tätig. Zudem war er diözesaner Kirchlicher Assistent der Federazione Universitaria Cattolica Italiana (FUCI) und der Jugendabteilung der Katholischen Aktion. Von 2001 bis 2011 war Pennacchio Religionslehrer am städtischen Gymnasium in Matera und von 2004 bis 2010 Diözesanökonom des Erzbistums Matera-Irsina. Danach war er Ökonom der Italienischen Bischofskonferenz, bevor er im Oktober 2016 Pfarrer der Pfarrei San Pio X in Matera wurde.
Am 14. September 2017 ernannte ihn Papst Franziskus zum Erzbischof von Fermo. Der Erzbischof von Matera-Irsina, Antonio Giuseppe Caiazzo, spendete ihm am 25. November desselben Jahres die Bischofsweihe; Mitkonsekratoren waren der emeritierte Erzbischof von Fermo, Luigi Conti, und der Erzbischof von Potenza-Muro Lucano-Marsico Nuovo, Salvatore Ligorio. Die Amtseinführung erfolgte am 2. Dezember 2017.